# Туркменистан на летних Олимпийских играх 2020
Туркменистан на летних Олимпийских играх 2020 года в Токио представлен 9 спортсменами в 4 видах спорта. Первоначально запланированные на проведение с 24 июля по 9 августа 2020 года Игры были перенесены на 23 июля — 8 августа 2021 года из-за пандемии COVID-19. Туркменистан принимает участие в летних Олимпийских играх седьмой раз подряд с момента распада Советского Союза.
На момент начала Олимпийских игр в Токио Туркменистан оставался единственной страной постсоветского пространства, которая не завоевала ни одной медали на Олимпиадах с момента обретения независимости. Тяжелоатлетка Полина Гурьева 27 июля завоевала первую в истории страны медаль — серебро.

## Состав сборной
Дзюдо
1. Гульбадам Бабамуратова

 Лёгкая атлетика
1. Мерген Мамедов

 Плавание
1. Мердан Атаев
2. Дарья Семёнова

 Тяжёлая атлетика
1. Реджепбай Реджепов
2. Овез Овезов
3. Ходжамухаммет Тойчиев
4. Кристина Шерметова
5. Полина Гурьева

## Спортсмены по видам спорта
Ниже приводится список участников Игр от Туркменистана по видам спорта.
| Спорт            | Мужчины | Женщины | Всего |
| ---------------- | ------- | ------- | ----- |
| Лёгкая атлетика  | 1       | 0       | 1     |
| Дзюдо            | 0       | 1       | 1     |
| Плавание         | 1       | 1       | 2     |
| Тяжёлая атлетика | 3       | 2       | 5     |
| Всего            | 5       | 4       | 9     |

## Лёгкая атлетика
Туркменистан в лёгкой атлетике получила универсальную квоту ИААФ в метании диска, за страну будет выступать Мерген Мамедов. Данная квота позволяет отправить на Олимпиаду двоих спортсменов — одного мужчину и одну женщину.
| Спортсмен      | Дисциплина              | Квалификация | Квалификация | Финал     | Финал |
| Спортсмен      | Дисциплина              | Результат    | Место        | Результат | Место |
| -------------- | ----------------------- | ------------ | ------------ | --------- | ----- |
| Мерген Мамедов | Метание молота, мужчины |              |              |           |       |

## Дзюдо
В дзюдо для попадания на Олимпиаду используется рейтинг спортсменов Международной федерации дзюдо (в индивидуальном зачёте). На основании этого критерия квалификации от Туркменистана в виде спорта будет представлена дзюдоистка Гульбадам Бабамуратова.
| Спортсмен              | Дисциплина | 1/16 финала     | 1/8 финала             | Четвертьфинал          | Полуфинал              | Утешительный раунд     | Финал                  | Финал                  |
| Спортсмен              | Дисциплина | Соперник        | Соперник               | Соперник               | Соперник               | Соперник               | Соперник               | Место                  |
| ---------------------- | ---------- | --------------- | ---------------------- | ---------------------- | ---------------------- | ---------------------- | ---------------------- | ---------------------- |
| Гульбадам Бабамуратова | −52 кг     | Г. Коэн 000:101 | выбыла из соревнований | выбыла из соревнований | выбыла из соревнований | выбыла из соревнований | выбыла из соревнований | выбыла из соревнований |

## Тяжёлая атлетика
В тяжёлой атлетике спортсмены попадают на Олимпийские игры по рейтингу Международной федерации тяжёлой атлетики по состоянию на 11 июня 2021 года. В Токио-2020 на основании этого критерия примет участие пять спортсменов — мужчины Реджепбай Реджепов, Овез Овезов и Ходжамухаммет Тойчиев, а также женщины Кристина Шерметова и Полина Гурьева.
27 июля Полина Гурьева выступала в весовой категории до 59 килограммов и заняла второе место, уступив только представительнице Китайского Тайбэя Го Синчжунь завоевала первую в истории страны медаль — серебро.
| Спортсмен             | Дисциплина       | Рывок     | Рывок | Толчок    | Толчок | Сумма | Место |
| Спортсмен             | Дисциплина       | Результат | Место | Результат | Место  | Сумма | Место |
| --------------------- | ---------------- | --------- | ----- | --------- | ------ | ----- | ----- |
| Реджепбай Реджепов    | Мужчины, 81 кг   | 164       | 3     | NM        | —      | NM    | —     |
| Овез Овезов           | Мужчины, 109 кг  |           |       |           |        |       |       |
| Ходжамухаммет Тойчиев | Мужчины, +109 кг |           |       |           |        |       |       |
| Кристина Шерметова    | Женщины, 55 кг   | 90        | 5     | 115       | 5      | 205   | 6     |
| Полина Гурьева        | Женщины, 59 кг   | 96        | 2     | 121       | 2      | 217   | 2     |

## Плавание
Туркменистан получила универсальное приглашение от Международной федерации плавания, что позволило отправить на Олимпиаду двух пловцов (одного мужчину и одну женщину). В состав сборной вошли Мердан Атаев и Дарья Семёнова.
| Спортсмен      | Дисциплина              | Предварительный заплыв | Предварительный заплыв | Полуфинал            | Полуфинал            | Финал                | Финал                |
| Спортсмен      | Дисциплина              | Время                  | Место                  | Время                | Место                | Время                | Место                |
| -------------- | ----------------------- | ---------------------- | ---------------------- | -------------------- | -------------------- | -------------------- | -------------------- |
| Мердан Атаев   | Мужчины, 100 м на спине | 55,24                  | 34                     | не квалифицировались | не квалифицировались | не квалифицировались | не квалифицировались |
| Мердан Атаев   | Мужчины, 200 м на спине | 2.03,68                | 29                     | не квалифицировались | не квалифицировались | не квалифицировались | не квалифицировались |
| Дарья Семёнова | Женщины, 100 м брасс    | 1.16,37                | 39                     | не квалифицировались | не квалифицировались | не квалифицировались | не квалифицировались |